# Municipio de Hueyapan de Ocampo
El municipio de Hueyapan de Ocampo se encuentra ubicado en la zona sur del estado de Veracruz en la región de los Tuxtlas, al sureste de México, es uno de los 212 municipios de la entidad. Está ubicado en las coordenadas 18°09” latitud norte y 95°09” longitud oeste, y cuenta con una altura de 20 m s. n. m.. Su cabecera es la localidad de Hueyapan de Ocampo.
En la actualidad, Hueyapan de Ocampo es conocido por su rica cultura indígena, sus tradiciones, su gastronomía y su belleza natural. La comunidad totonaca sigue siendo una parte importante de la identidad local, y el municipio atrae a visitantes interesados en conocer su historia y su patrimonio cultural.
En Juan Díaz Covarrubias, es la población donde descansa la economía, el comercio y los servicios y principales vías de comunicación del municipio de Hueyapan de Ocampo
Las principales actividades económicas del municipio son la agricultura, la ganadería y la industria. El municipio lo conforman 80 localidades en las cuales habitan 41,670 personas.
Sus límites son:
- Norte: Catemaco y San Andrés Tuxtla.
- Sur: Acayucan.
- Este: Soteapan.
- Oeste: Isla, Juan Rodríguez Clara y Santiago Tuxtla

Hueyapan de Ocampo tiene un clima principalmente cálido y húmedo, tiene abundantes lluvias en verano y algunas a principios de otoño.
El municipio de  Hueyapan de Ocampo  tiene sus celebraciones en marzo, el día 19 donde se celebra a San José, patrono del lugar, en los meses de abril se celebra el carnaval y también tienen lugar en ese municipio las fiestas a la virgen de Guadalupe en el mes de diciembre.

## Ferrocarril

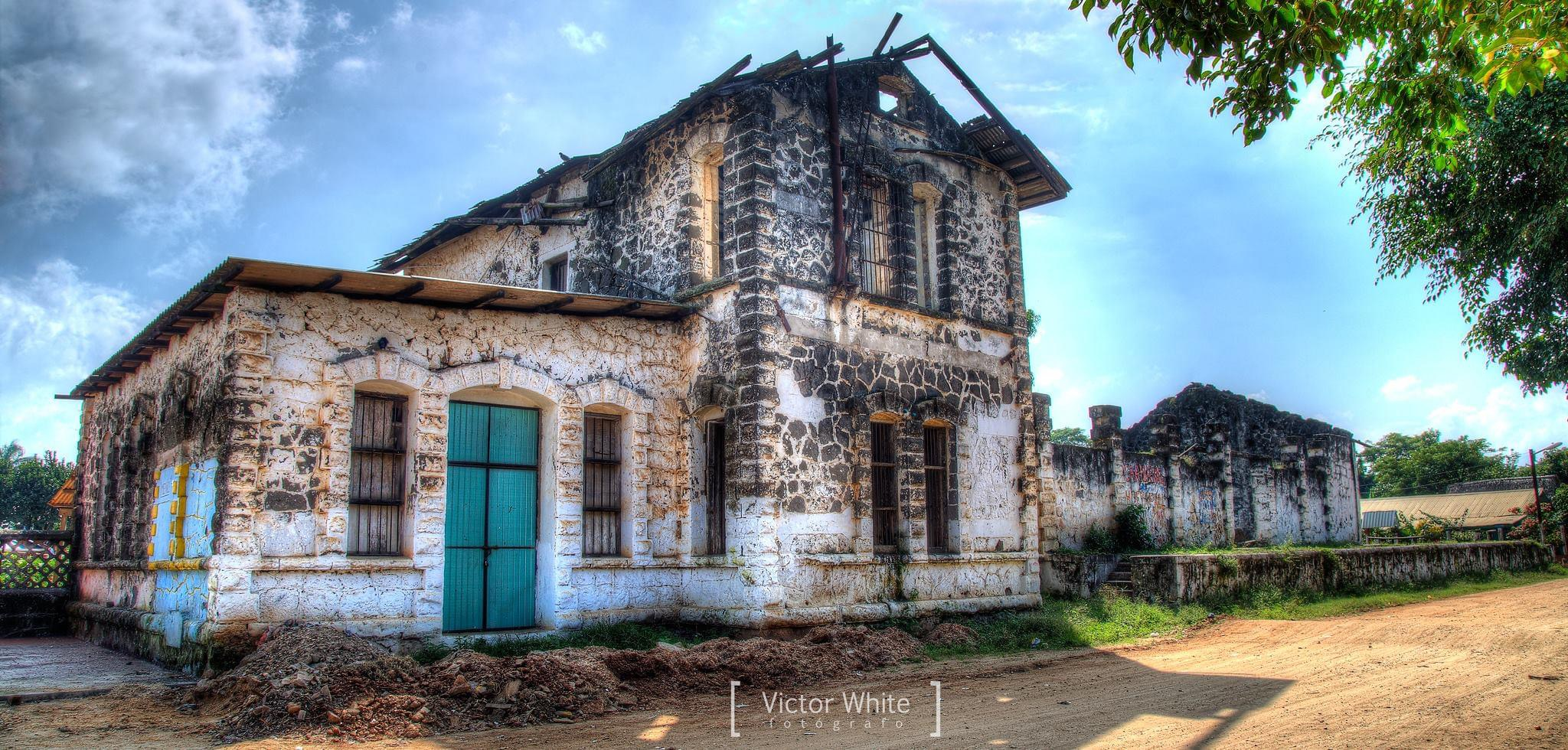
Estación Cuatotolapan

Hasta principios de los años 90 en la localidad de Cuatotolapan existió un ramal de ferrocarril, el cual iba de la cabecera de San Andrés Tuxtla a Juan Rodríguez Clara, a partir de ahí podía uno continuar hacia el norte o sur del país, este ramal funcionó toda la primera mitad del siglo XX como salida de personas, actualmente solo se conserva la antigua estación del ferrocarril, la vía ha sido retirada. A mediados del siglo XX se construye la carretera costera del golfo (180) la cual es la que comunica la cabecera y el municipio con el centro y sur del país, existe una carretera estatal que conecta a la cabecera y algunas localidades con la autopista Tinaja-Coatzacoalcos.

## Historia
El nombre Hueyapan de Ocampo proviene por:  Huey-a-pan  significa Huey; cosa grande, Atl; agua, Pan, en:  “ EN AGUA GRANDE” O “RIO GRANDE”  . de Ocampo por Melchor Ocampo

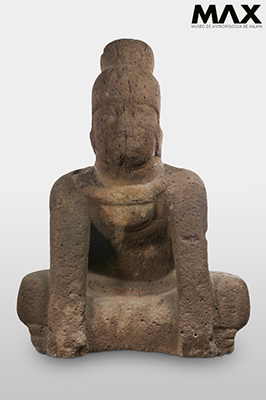
Gran figura humana rescatada del fondo del rio San Juan frente a Cuatotolapan Viejo.

Importantes hallazgos arqueológicos han sido descubiertos en la zona que se encuentran ahora en el museo de Xalapa. Algunos, en su mayoría piezas olmecas, se exhiben en el museo de la comunidad popoluca Santa Rosa Loma Larga. 
En 1831 era ranchería de la jurisdicción de Acayucan. El territorio que hoy ocupa el municipio estaba formado por diversas haciendas de ganado mayor. Por decreto de 26 de junio de 1923, se crea el municipio de Hueyapan de Ocampo con congregaciones de Acayucan, y se erige en pueblo la congregación El Coyol, cabecera municipal. El nombre del municipio fue en honor del Lic. Melchor Ocampo colaborador del Presidente Benito Juárez, en la redacción de las leyes de Reforma. 
Hueyapan de Ocampo es un municipio ubicado en el estado de Veracruz, México, con una rica historia y cultura.

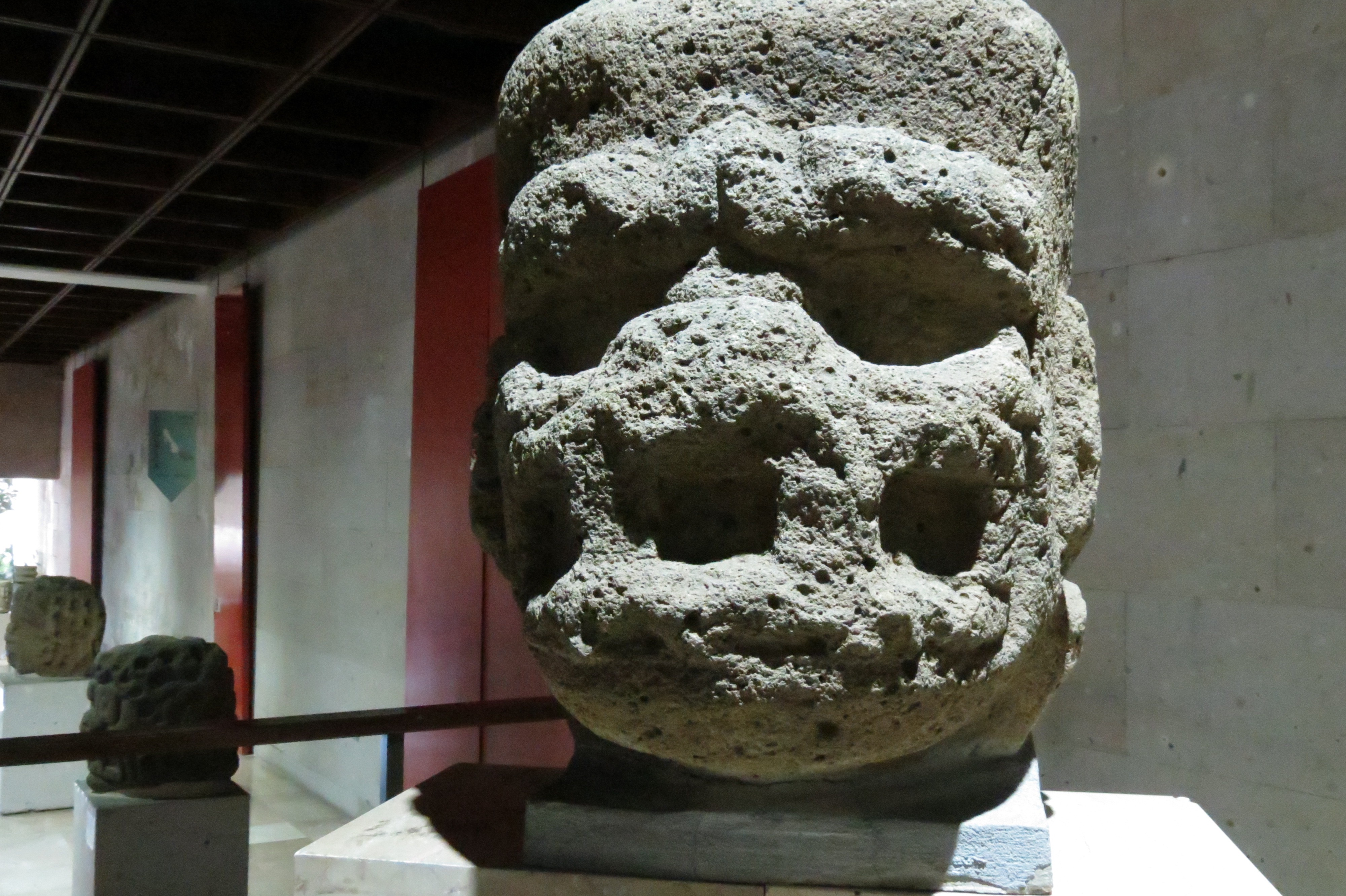

Época prehispánica: Originalmente habitado por poblaciones totonacas y olmecas, como parte de la cultura mesoamericana que floreció en la región oriental de México.
Esta escultura representa un personaje con rasgos humanos felinos típicos de esta cultura. El ceño fruncido y los dientes de fuera le dan aire de ferocidad. Esta pieza fue encontrada en Hueyapan de Ocampo, Veracruz y se encuentra ubicada en el Museo de Antropología de Xalapa, Veracruz.
- 1523: El espacio que hoy ocupan estas tierras pertenecían a la alcaldía mayor de Coatzacoalcos.
- 1658: Hueyapan no aparece entre los 18 principales pueblos que dependían de la Alcaldía mayor de Acayucan, lo más probable es que fuera una de las muchas rancherías que quedaban fuera de los censos, pero ya existía desde entonces.

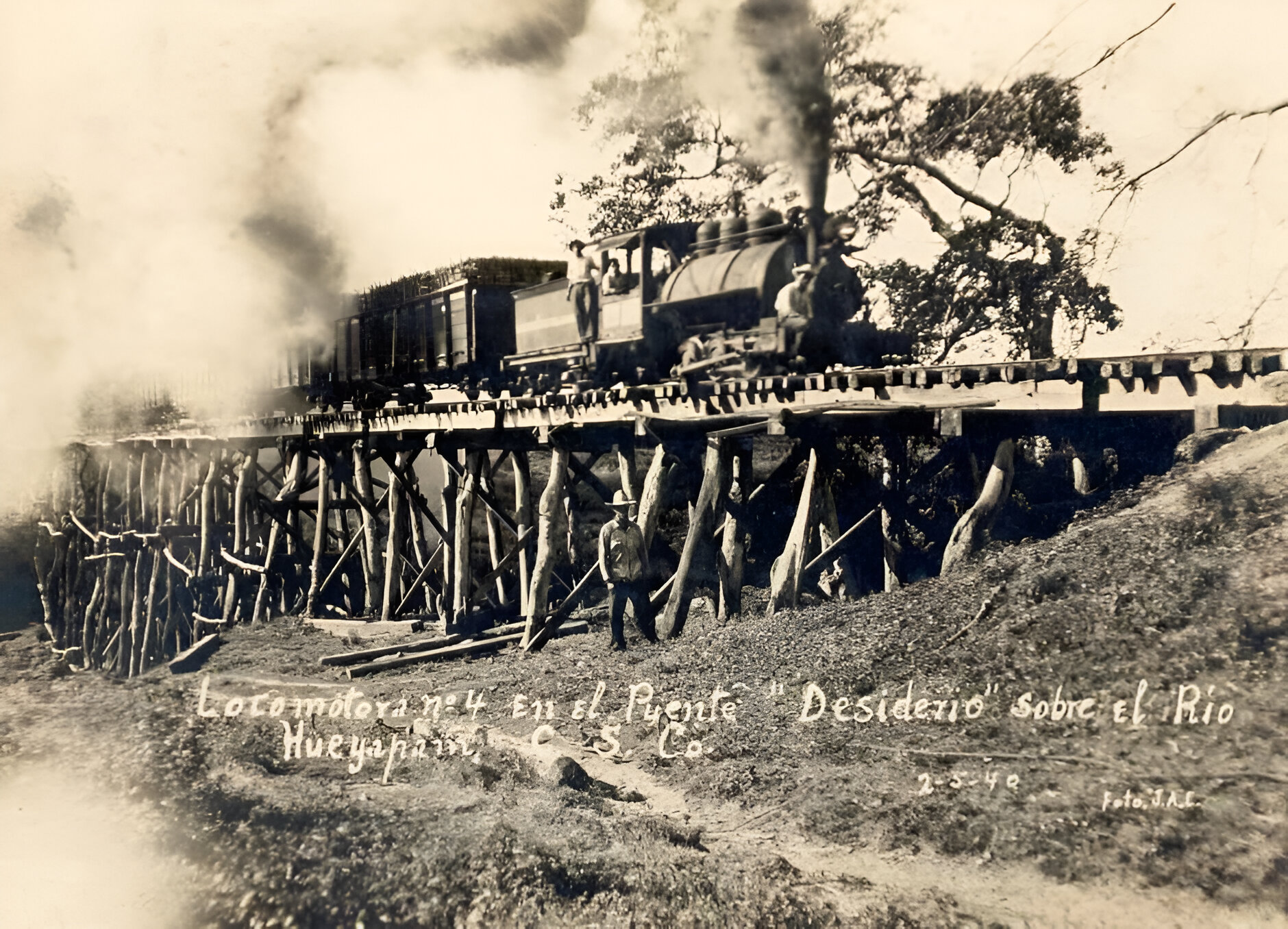
Locomotora sobre Río Hueyapan

- Locomotora sobre Río Hueyapan1831: Aparece con el nombre de “Gueyapan”, una pequeña ranchería de la jurisdicción del cantón de Acayucam, los naturales se ocupaban en la siembra de maíz, caña dulce, platanares y frijol, contaba con una población de 500 habitantes.

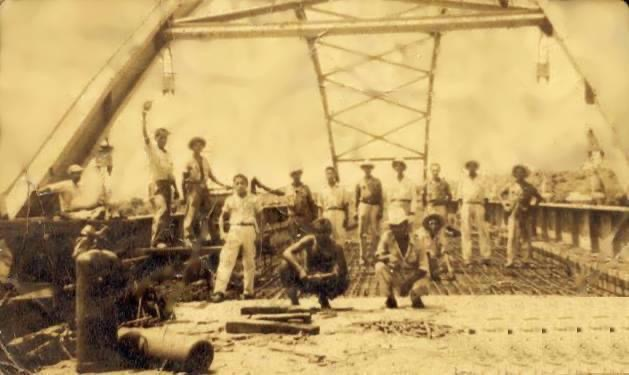
Construcción Puente Juan Díaz Covarrubias

- Construcción Puente Juan Díaz Covarrubias 1875: La entonces ranchería de Gueyapan (Hueyapan) había cambiado su nombre por el de "El Coyol" aunque a veces se usaban ambos nombres indistintamente para designar a la misma ranchería, también se conocía como Hueyapan del Coyol, Coyol de Mortera y Coyol de los Ríos.
- 1886: Es menciona con el nombre de "Coyol de Mortera" y se dice que tenía un encargado del Registro Civil.
- 1895: Adquisición de la Hacienda Cuatotolapan: La Hacienda Cuatotolapan fue comprada por extranjeros con el fin de cultivar caña de azúcar y establecer un ingenio para su procesamiento, lo que marcó un cambio significativo en la economía y la demografía de la región.
- 1897: Se comienza la construcción del ingenio de Cuatotolapan.
- 1904: Se concluyó la primera zafra del ingenio azucarero.
- 1906: Los habitantes de la zona desean constituirse en municipio con ayuda de unos maestros nativos del lugar pero el pueblo se encuentra desorganizado y atemorizado ante la derrota sufrida por las fuerzas de Hilario C. Salas.

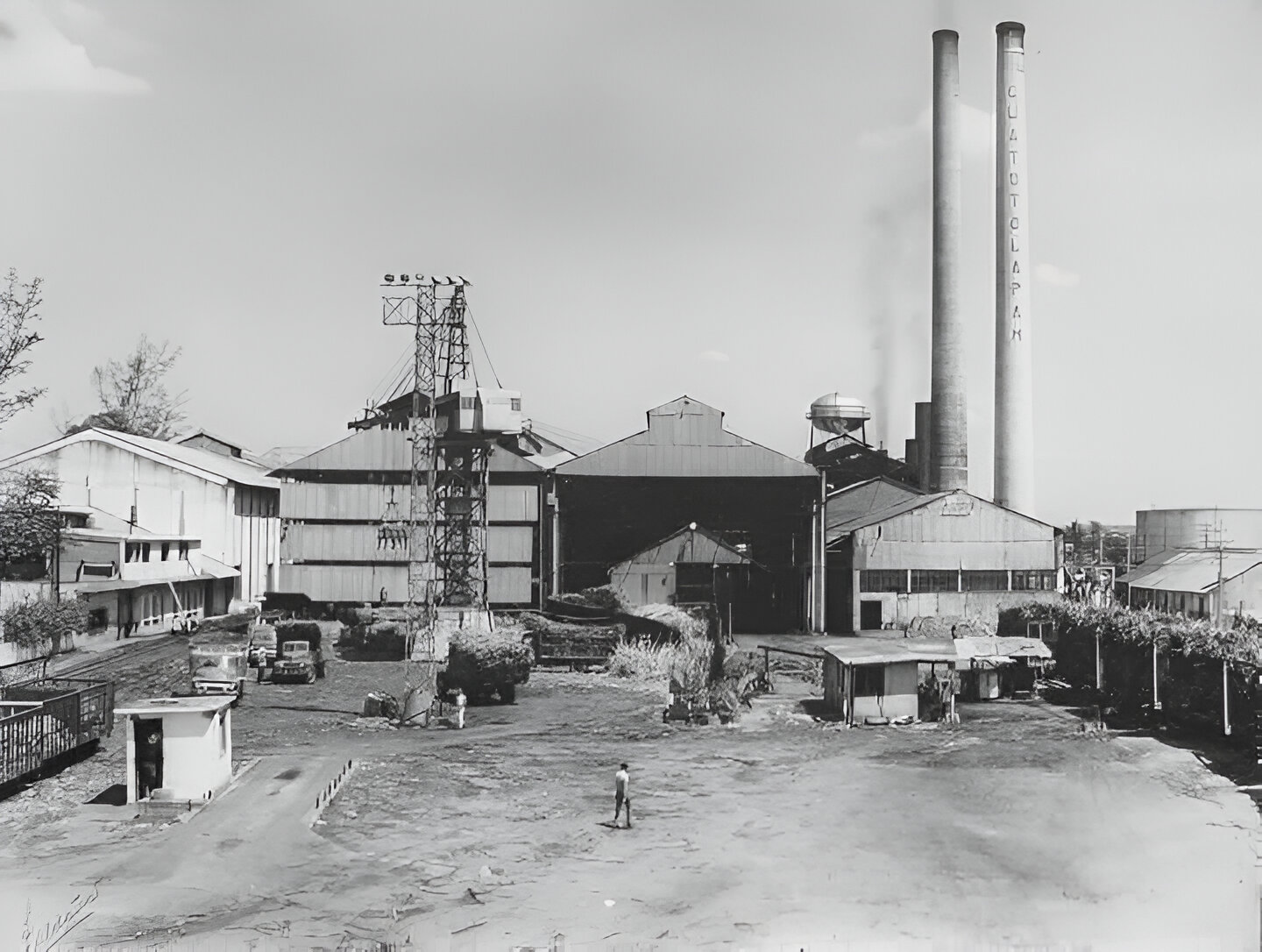
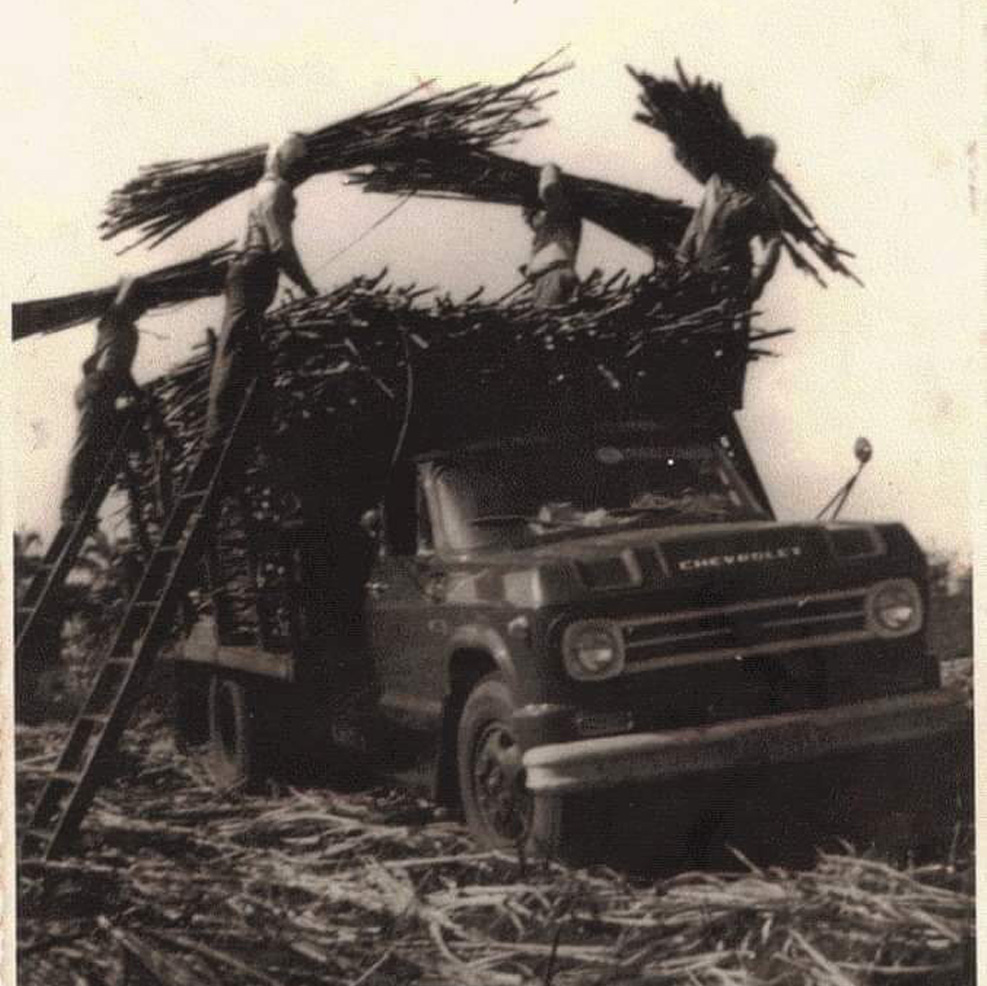
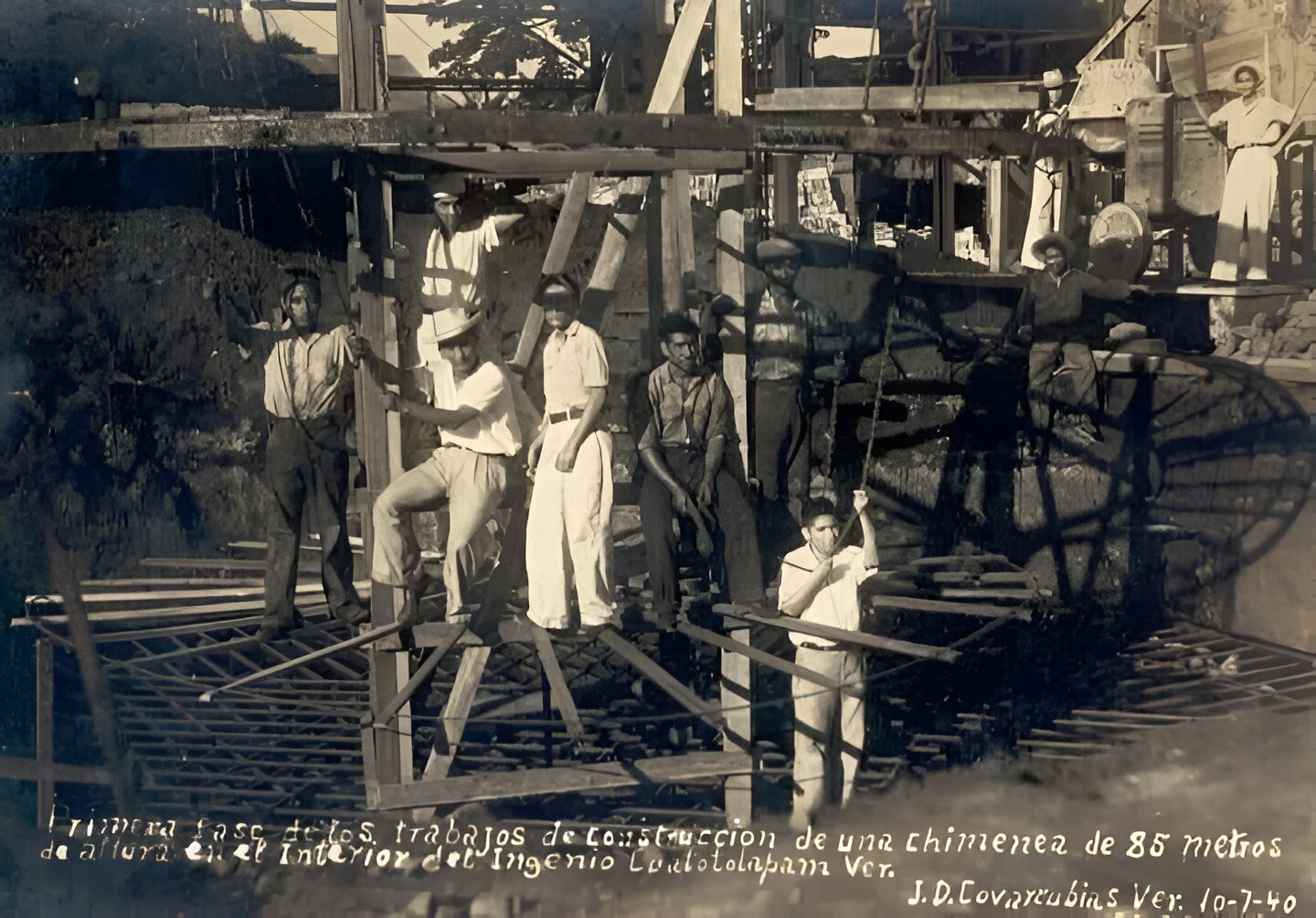
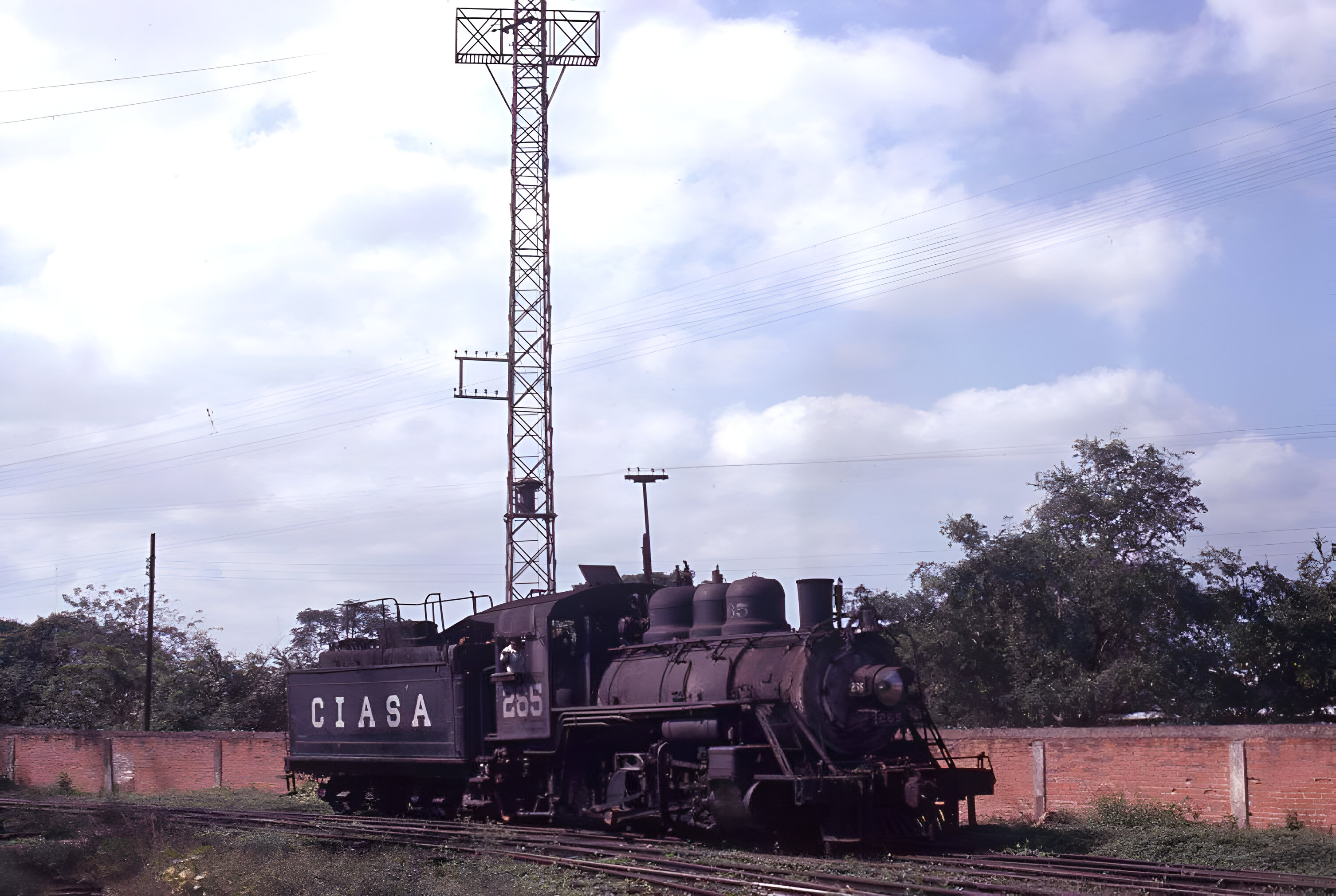
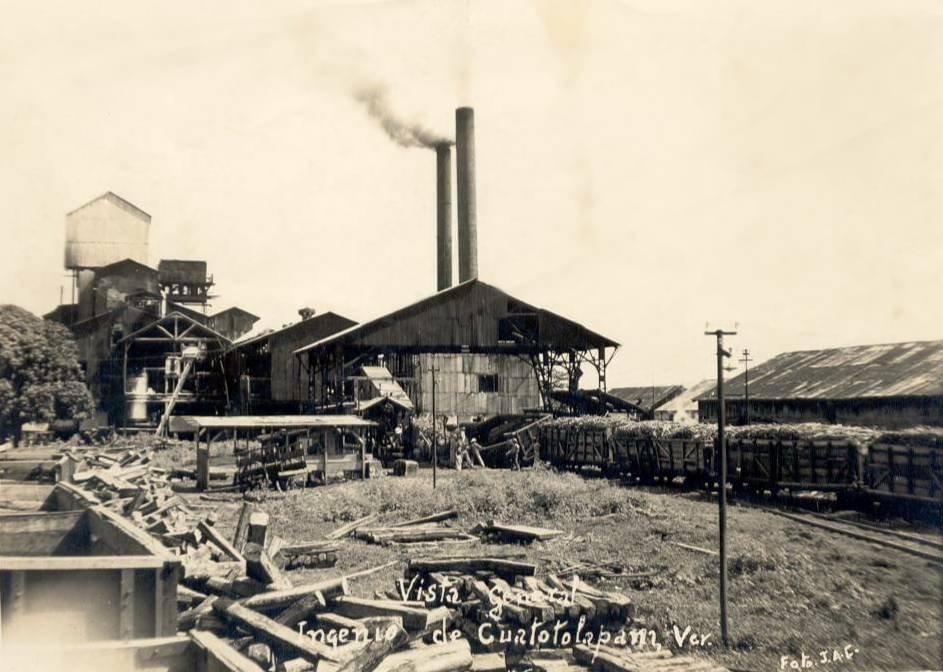

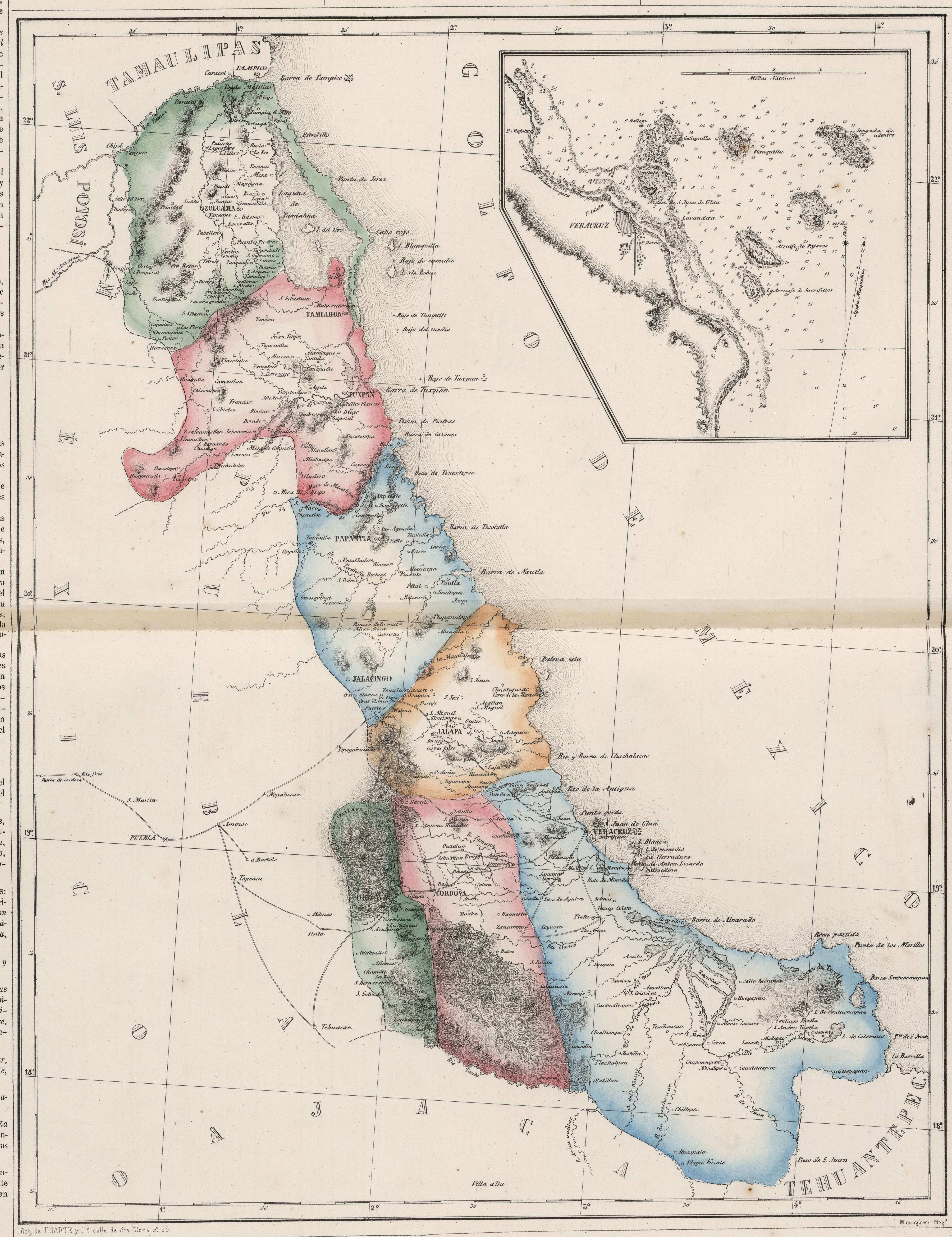
Mapa de Veracruz 1859."Gueyapan" y "Cuatotolapam" Aparecen en el mapa.

- Mapa de Veracruz 1859."Gueyapan" y "Cuatotolapam" Aparecen en el mapa.1913: Se inaugura la línea ferroviaria, conocida como El Ramal, que recorrió estas tierras desde 1913 hasta 1992. Se convierte en una importante vía de transporte para pasajeros y mercancías, contribuyendo significativamente al desarrollo económico y social de la región durante casi ocho décadas, por las estaciones de San Andrés Tuxtla, Cuatotolapan y Rodríguez Clara.
- 1923:  El 29 de junio de 1923, mediante el decreto número 206 se erige el municipio de Hueyapan de Ocampo, que pertenecía a Acayucan, y sus congregaciones Cuatotolapan, El Coyol, Corral Nuevo, Santa Catarina de Sara, Los Mangos y San Juan Sugar.Primera escuela

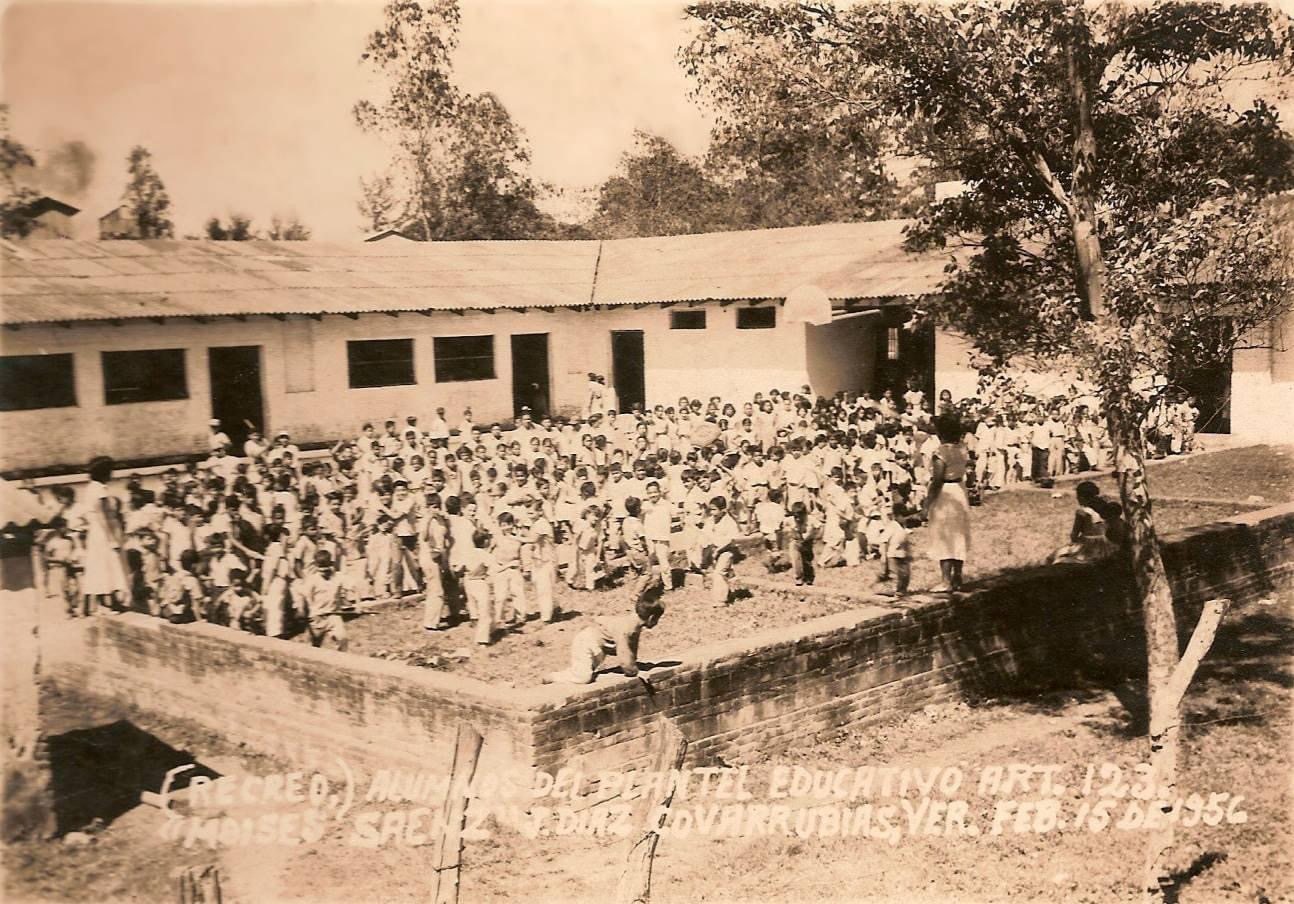
Primera escuela

- 1932:  29 de noviembre de 1932 se publica en la Gaceta Oficial del estado de Veracruz el cambio de nombre de “San Juan Sugar” por Juan Díaz Covarrubias.
- 1947: El cine principal de Hueyapan de Ocampo es propiedad de Faranoni e hijos.
- 1977: Los habitantes se organizan para abrir una nueva carretera que una a la congregación de El Coyol con la cabecera municipal de Hueyapan de Ocampo.
- 2010: Las inundaciones de Septiembre de 2010 en Hueyapan de Ocampo fueron un evento devastador que afectó significativamente a la región.
- Personajes Ilustres:
- Juan J. Calderas, fundador del municipio creado con congregaciones de Acayucan en el año de 1923.
- Zenón A. Ríos, primer presidente municipal durante el periodo 1924-1927.

### Límites municipales
Tiene límites administrativos con los siguientes municipios y/o accidentes geográficos, según su ubicación:
| Noroeste: San Andres Tuxtla       | Norte: Catemaco |                |
| Oeste: Isla, Juan Rodríguez Clara |                 | Este: Soteapan |
|                                   | Sur: Acayucan   |                |

## Recursos naturales

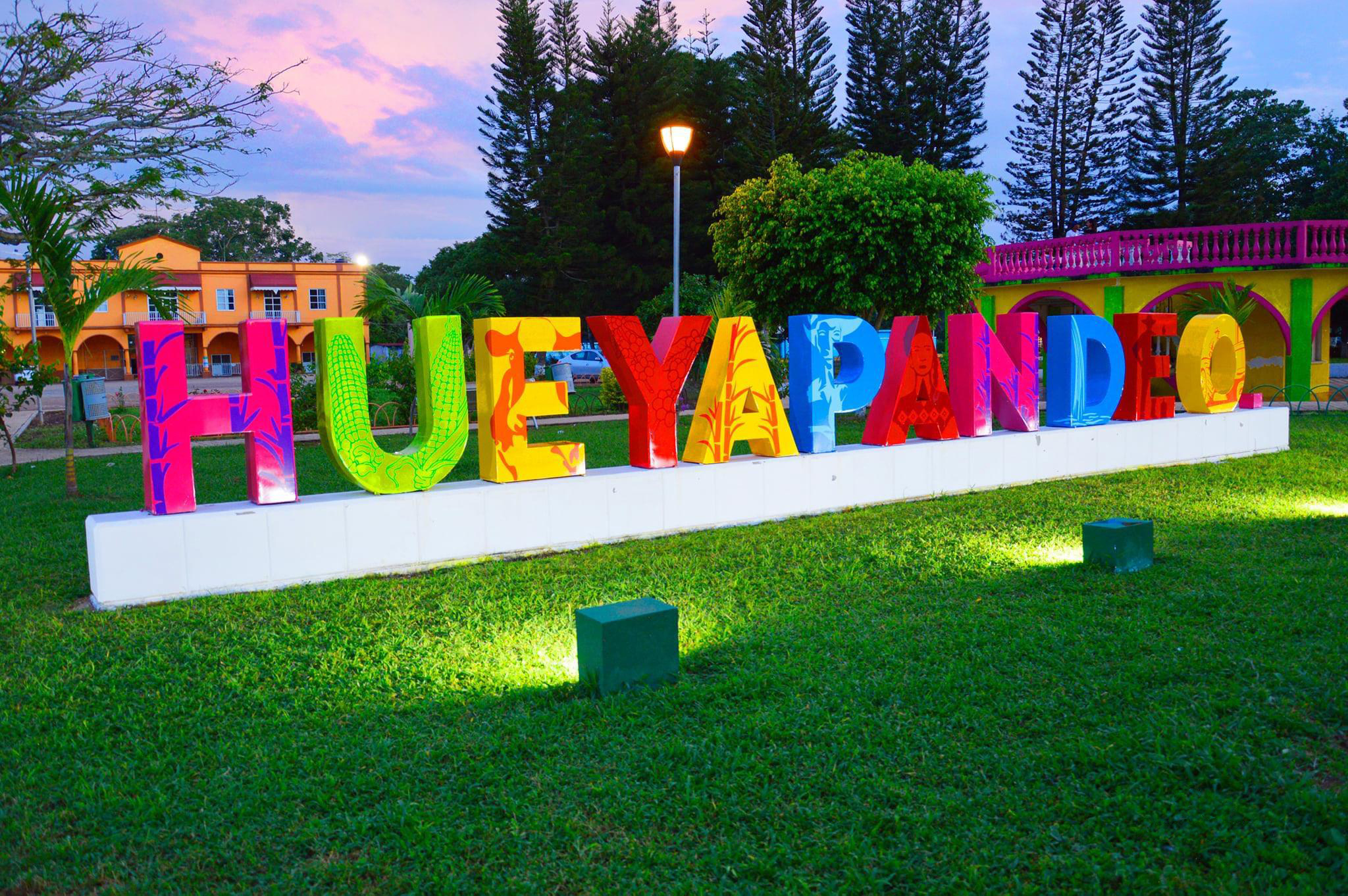
Hueyapan de Ocampo

### Clima
El clima es tropical cálido, con una temperatura media anual de 25.3 °C y precipitación media anual de 1500 mm. Durante los meses de septiembre, octubre, noviembre, diciembre, enero y febrero se presenta el fenómeno conocido como "norte", que son rachas de viento provenientes del Norte y que alcanzan velocidades aproximadamente desde los 50 hasta los 100 kilómetros por hora. En algunas ocasiones la temperatura desciende varios grados, aunque su duración es breve; de uno a tres días.
Numerosos ríos, entre ellos El Amayo, El Coyolito y El Cuitlazóyotl descienden de la Sierra y zigzaguean sobre el interior del municipio antes de descargar en el Río Hueyapan.
La Sierra de Los Tuxtlas, en la parte sur de la llanura del Golfo, constituye una barrera que origina alteraciones en lasa condiciones climáticas del estado. Esta área es interesante ya que en ella se encuentran cinco variantes del grupo de climas cálido húmedos, dadas principalmente por las condiciones de humedad, además del subgrupo semicálido.
El clima en la mayor parte del año es cálido-húmedo, oscilando las temperaturas entre 25 a 35 grados centígrados en el día y de 19 a 25 grados en las noches en los meses de marzo a agosto, de septiembre a febrero la temperatura desciende hasta los 16 grados por las noches y hasta 22 grados en el día, en la zona de la costa se presentan los climas más cálidos, en la zona de montaña la temperatura es donde se registran las menores temperaturas de hasta 16 grados en el día.
| Parámetros climáticos promedio de Hueyapan de Ocampo                            | Parámetros climáticos promedio de Hueyapan de Ocampo | Parámetros climáticos promedio de Hueyapan de Ocampo | Parámetros climáticos promedio de Hueyapan de Ocampo | Parámetros climáticos promedio de Hueyapan de Ocampo | Parámetros climáticos promedio de Hueyapan de Ocampo | Parámetros climáticos promedio de Hueyapan de Ocampo | Parámetros climáticos promedio de Hueyapan de Ocampo | Parámetros climáticos promedio de Hueyapan de Ocampo | Parámetros climáticos promedio de Hueyapan de Ocampo | Parámetros climáticos promedio de Hueyapan de Ocampo | Parámetros climáticos promedio de Hueyapan de Ocampo | Parámetros climáticos promedio de Hueyapan de Ocampo | Parámetros climáticos promedio de Hueyapan de Ocampo |
| Mes                                                                             | Ene.                                                 | Feb.                                                 | Mar.                                                 | Abr.                                                 | May.                                                 | Jun.                                                 | Jul.                                                 | Ago.                                                 | Sep.                                                 | Oct.                                                 | Nov.                                                 | Dic.                                                 | Anual                                                |
| ------------------------------------------------------------------------------- | ---------------------------------------------------- | ---------------------------------------------------- | ---------------------------------------------------- | ---------------------------------------------------- | ---------------------------------------------------- | ---------------------------------------------------- | ---------------------------------------------------- | ---------------------------------------------------- | ---------------------------------------------------- | ---------------------------------------------------- | ---------------------------------------------------- | ---------------------------------------------------- | ---------------------------------------------------- |
| Temp. máx. abs. (°C)                                                            | 28.9                                                 | 31.2                                                 | 34.2                                                 | 36.6                                                 | 39.4                                                 | 38.0                                                 | 34.2                                                 | 33.4                                                 | 33.6                                                 | 32.6                                                 | 31.5                                                 | 28.6                                                 | 30.9                                                 |
| Temp. media (°C)                                                                | 21.6                                                 | 22.7                                                 | 25.1                                                 | 27.9                                                 | 29.4                                                 | 28.7                                                 | 27.4                                                 | 27.4                                                 | 26.9                                                 | 25.7                                                 | 23.8                                                 | 22.2                                                 | 25.7                                                 |
| Temp. mín. media (°C)                                                           | 16.8                                                 | 17.4                                                 | 18.9                                                 | 21.4                                                 | 23.1                                                 | 23.4                                                 | 22.7                                                 | 22.8                                                 | 22.7                                                 | 21.4                                                 | 19.3                                                 | 17.6                                                 | 20.6                                                 |
| Precipitación total (mm)                                                        | 23.9                                                 | 16.2                                                 | 8.6                                                  | 20.7                                                 | 63.4                                                 | 169.7                                                | 211.5                                                | 227.8                                                | 256.6                                                | 157.8                                                | 86.7                                                 | 40.6                                                 | 1,283.5                                              |
| Días de precipitaciones (≥ 1 mm)                                                | 6.2                                                  | 3.8                                                  | 2.8                                                  | 3.1                                                  | 6.0                                                  | 13.7                                                 | 18.0                                                 | 18.1                                                 | 16.7                                                 | 13.4                                                 | 9.7                                                  | 7.4                                                  | 118.9                                                |
| Fuente: https://smn.conagua.gob.mx/tools/RESOURCES/Normales8110/NORMAL30035.TXT |                                                      |                                                      |                                                      |                                                      |                                                      |                                                      |                                                      |                                                      |                                                      |                                                      |                                                      |                                                      |                                                      |

### Turismo

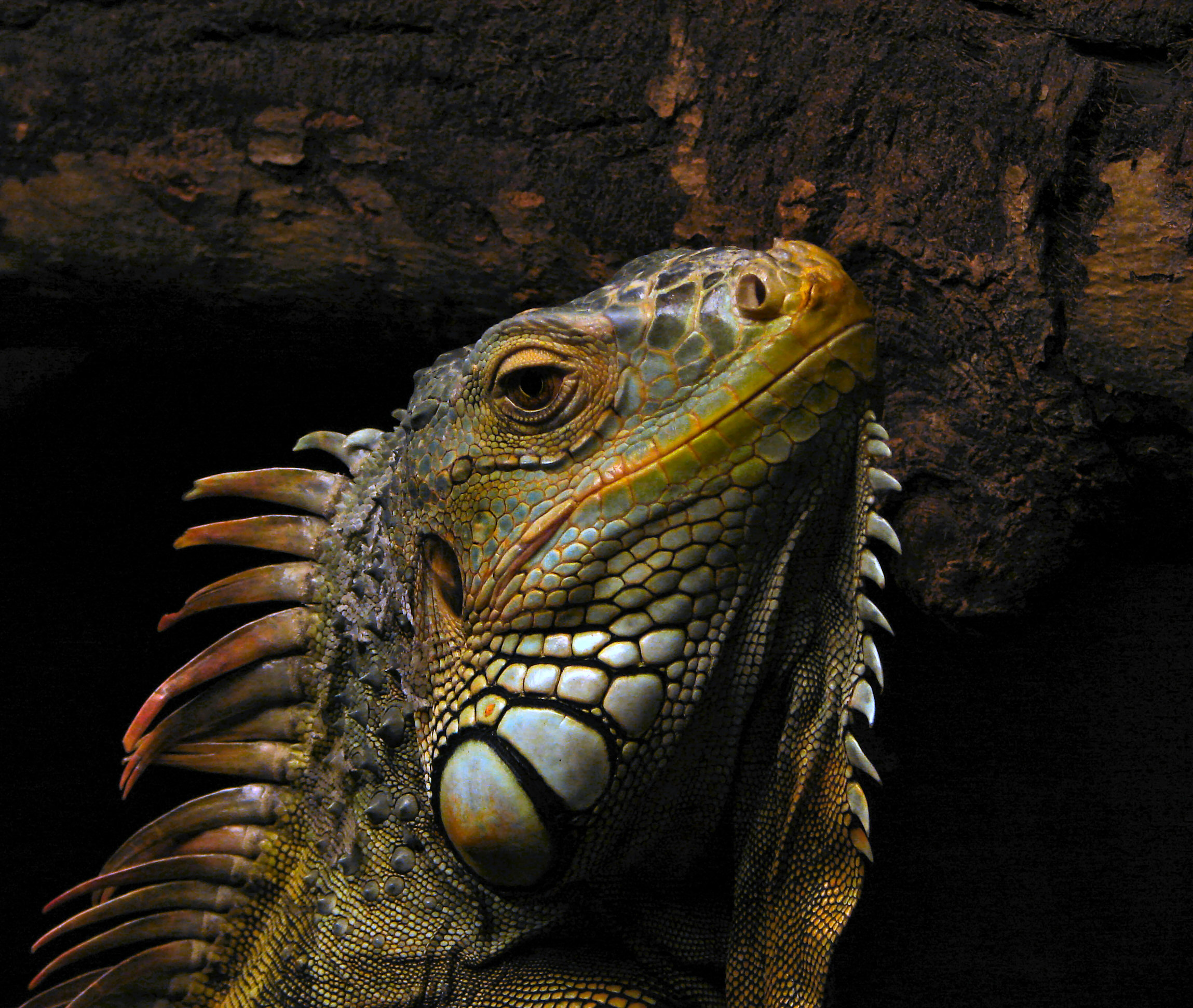
Iguana Verde

Hueyapan de Ocampo cuenta con uno de los paraísos indígenas de la entidad, conocido con el nombre de Ceytaks, lugar mágico enclavado en la selva y en donde se convive con la exuberante naturaleza, así como con las tradiciones y costumbres de la cultura prehispánica popoluca.
Ceytaks es un centro ecoturístico situado en la comunidad de Santa Rosa Loma Larga, a 50 minutos de Catemaco. Además de ser un espacio que busca preservar 40 hectáreas de selva y su rica biodiversidad, permite sumergirse en la cultura popoluca, que se conserva viva en la zona con su lengua original, vestimenta tradicional y ancestrales costumbres.
Hueyapan de Ocampo, San Pedro Soteapan y Tatahuicapan de Juárez al sur de Veracruz conforma y alberga a la mayoría indígena denominada zoque-popolucas de la sierra.

### Principales ecosistemas
En Hueyapan de Ocampo, al ser un municipio en el estado de Veracruz con una rica biodiversidad, es posible encontrar una variedad de animales comunes, tanto terrestres como acuáticos. Algunos de los animales que podrían ser comunes en esa región incluyen:

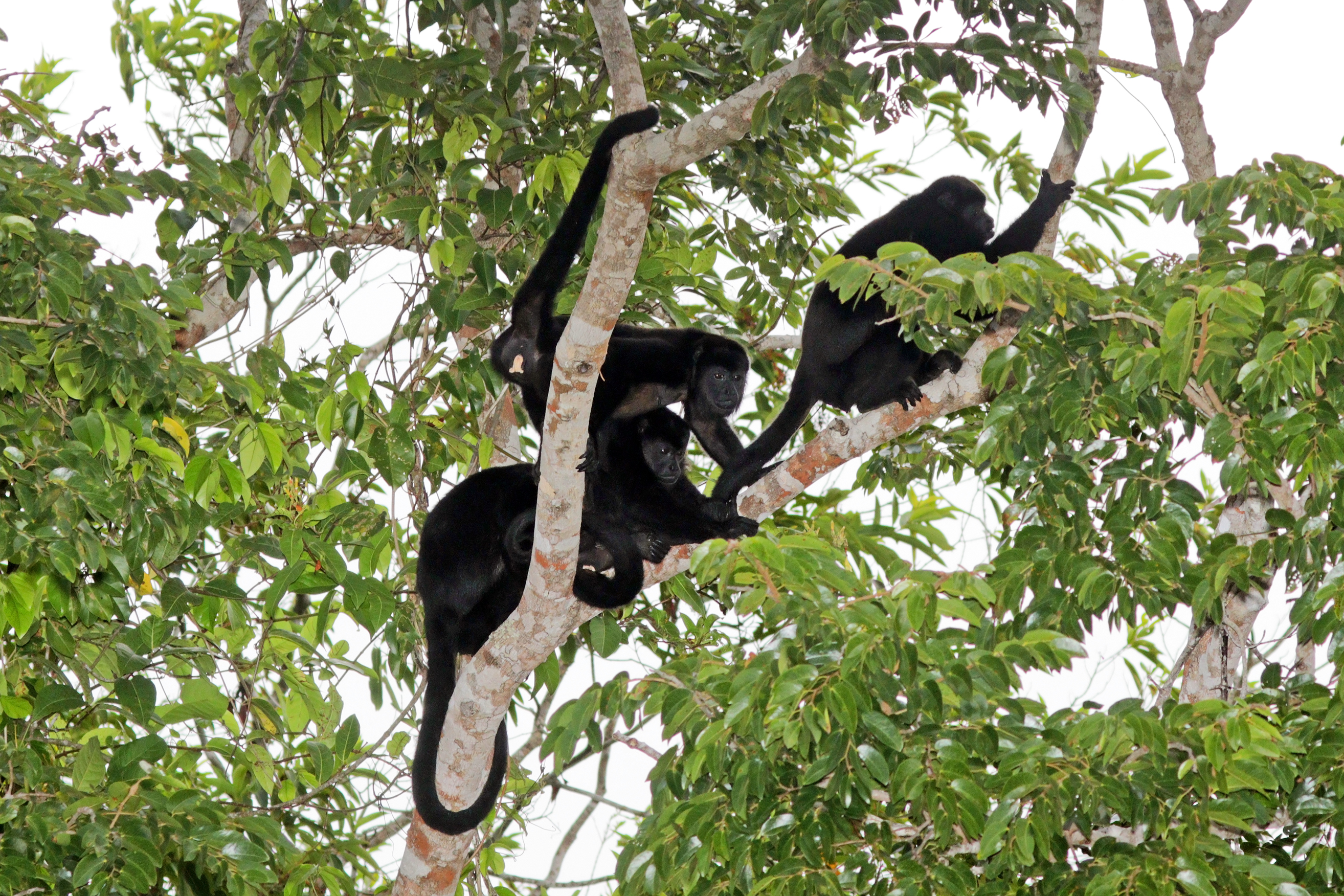
Monos Aulladores

Iguanas verdes: Reptiles que suelen habitar en zonas arboladas y cerca de cuerpos de agua.
Los monos zaraguatos, también conocidos como monos aulladores.
Tucanes y loros: Aves coloridas características de las selvas tropicales y bosques.
Peces de agua dulce: En los ríos y cuerpos de agua cercanos, puedes encontrar diversas especies como mojarras, tilapias y bagres.
Los ecosistemas que coexisten en el municipio son el de selva alta perennifolia y vegetación secundaria, donde se desarrolla una fauna compuesta por poblaciones de armadillos, ardillas, conejos y tejones. Su vegetación está representada por maderas preciosas y otras de menor calidad.

### Características y uso de suelo

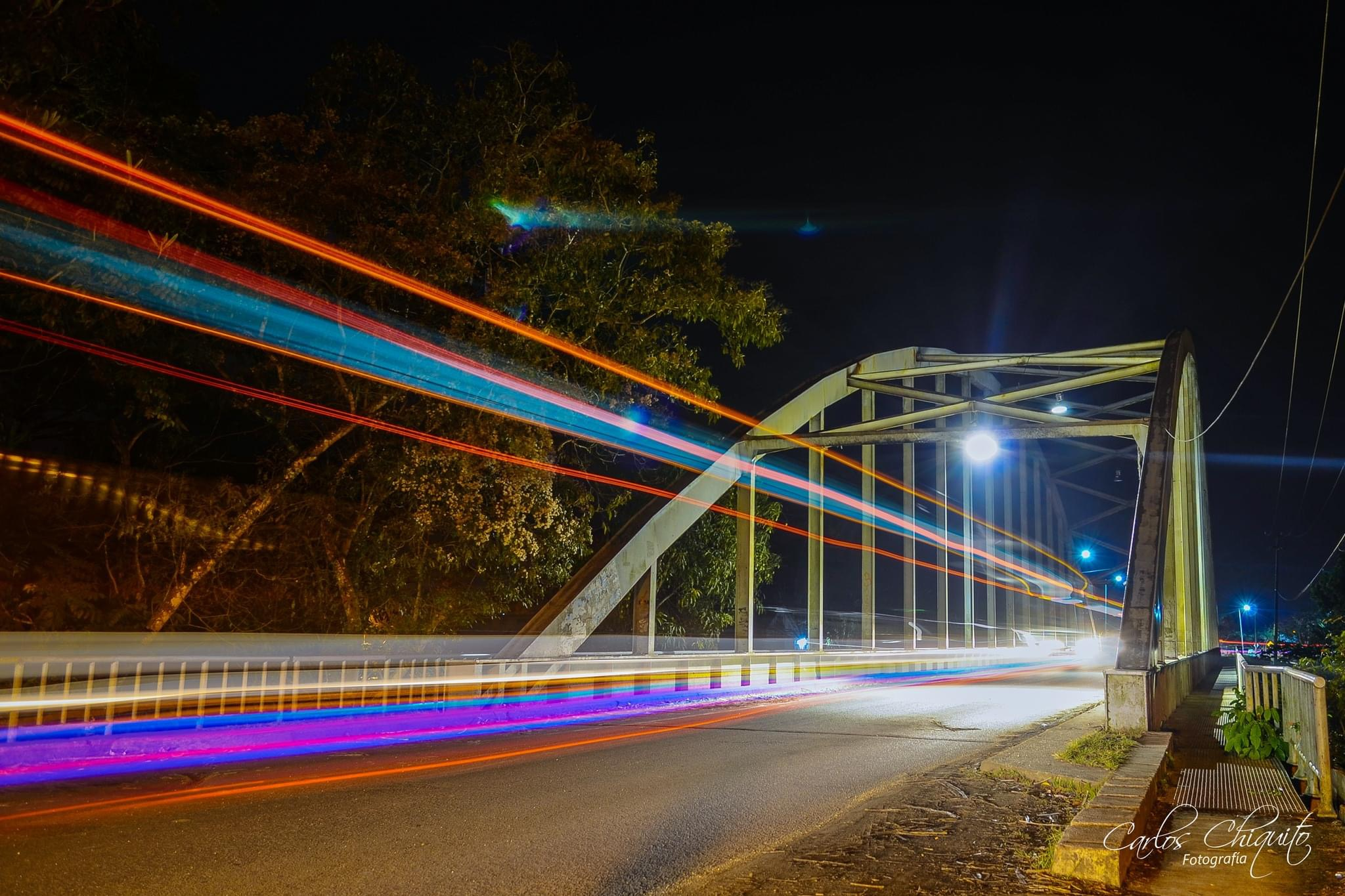
Puente Juan Díaz Covarrubias

Su suelo es de tipo irregular y de tipo cambisol, luvisol, y vertisol que se caracteriza por tener cualquier tipo de vegetación condicionado por el clima, muestra acumulación de arcilla en el subsuelo, susceptible a la erosión. El 70% del territorio municipal es dedicado a la agricultura, un 15% se destina para viviendas, un 10% al comercio y un 5% para oficinas y espacios públicos.

## Principales personalidades

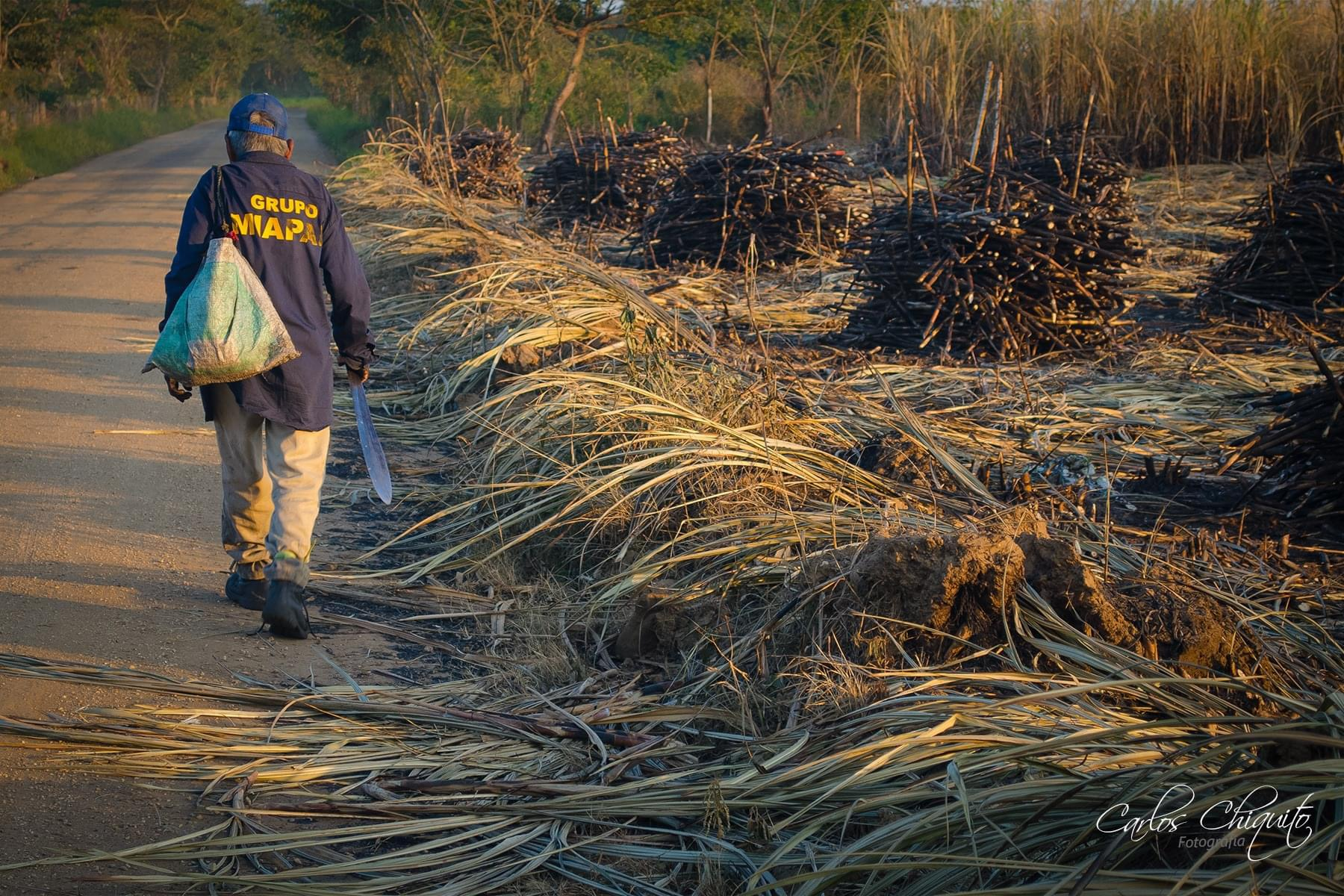
Cortador de caña

Emilio Domínguez nació en 1929 en Veracruz en la población de Juan Díaz Covarrubias. Su carrera como cantante comenzó ahí a los 18 años, pero pronto se trasladó a la ciudad de México atraído por el oficio de cantante sonero que habría de ser su carrera por muchos años.

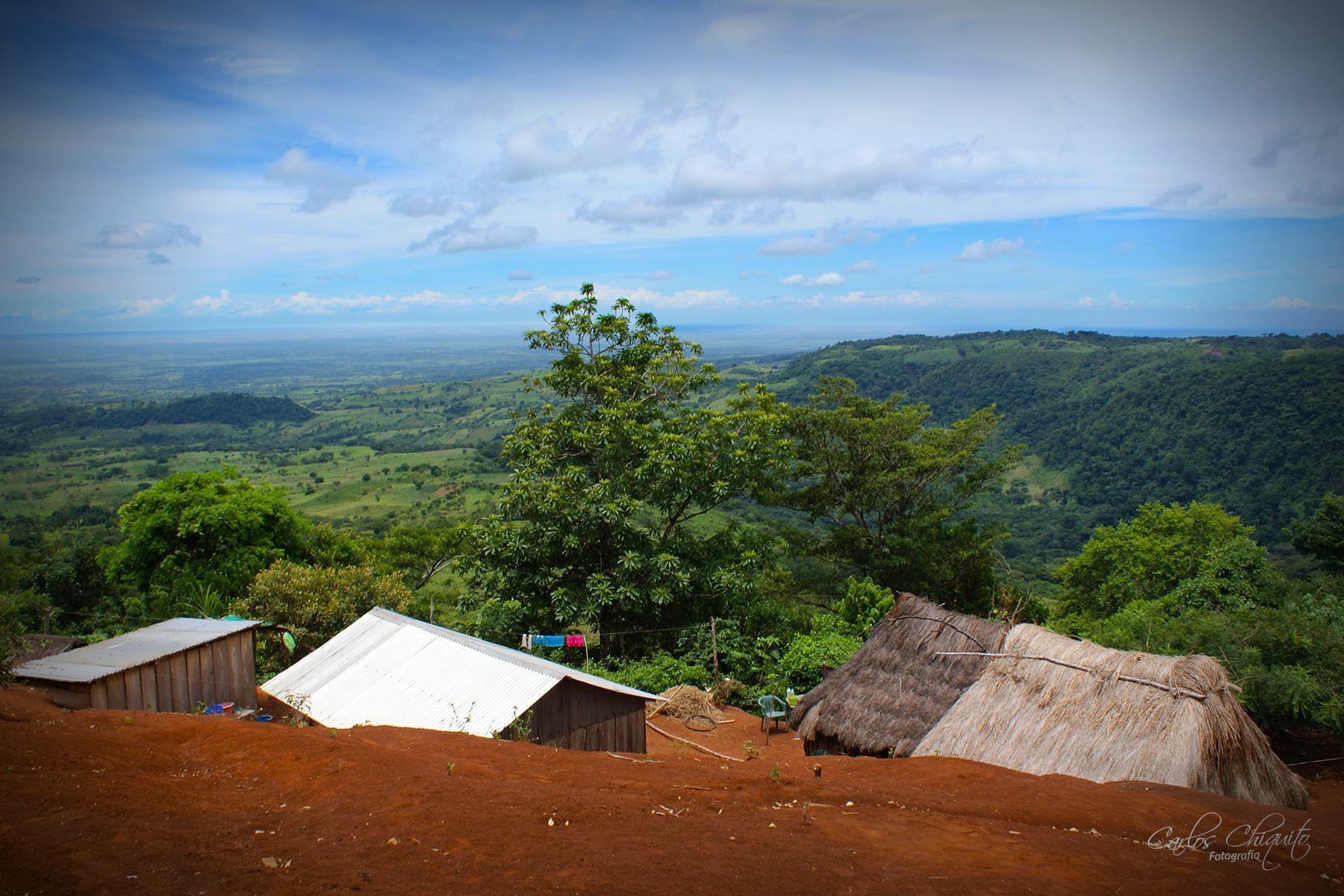
Sierra de Hueyapan

En 1961 grabó con la Sonora Matancera, tanto de forma solista como a dueto con Celia Cruz, convirtiéndose, junto con Toña a Negra, en los dos únicos mexicanos en haber grabado con el legendario conjunto. Pero lo que quizá es su contribución más importante fue la de haber creado, en 1968, Las Estrellas de Plata, un conjunto mixto, con el que logró éxitos como "Desvelo de amor" y "Juan el Pescador", con los que dejó una huella indeleble en la historia de la música afroantillana en México.
Eulalio Ríos Alemán, quien fuera ganador de la medalla de oro en los Juegos Panamericanos de México en 1955 en la modalidad de nado de mariposa, y quien compitiera en las Olimpiadas de 1956 celebradas en Melbourne Australia, quien es considerado como el mejor nadador del Estado de Veracruz de todos los tiempos y uno de máximos nadadores de México; ejemplificando que la práctica adecuada del deporte.
José Manuel Gómez Díaz  (14 de octubre de 1992-23 de marzo de 2025), conocido como el Hueyapan, fue una de las figuras públicas del municipio, era docente del CBtis 85 de Coatzacoalcos y tenía años como integrante del club bikers "Gladiadores", en su carrera deportiva fue jugador de los Chapulineros de Oaxaca y Club Deportivo Guastatoya de Guatemala, en donde compartió la cancha con Crispín León Cruz. Inolvidable su frase icónica que lo catapultó a la fama: "Ala vida, chamaco".

## Principales localidades
Hueyapan de Ocampo cuenta con 3,889 habitantes, sus principales actividades son la industria, agricultura y ganadería. Se ubica aproximadamente a 245 km al Sureste de la capital del Estado.
Juan Díaz Covarrubias cuenta con 6,220 habitantes, su principal actividad es la industria. Se localiza a 5 km al norte de la cabecera municipal.
Los Mangos cuenta con 2,620 habitantes, su principal actividad es la agricultura y la ganadería . Se sitúa a 25 km al norte de la cabecera municipal.

Cuatotolapan Estación cuenta con 2,378 habitantes, su principal actividad es la agricultura. Se ubica a 20 km al oeste de la cabecera municipal.

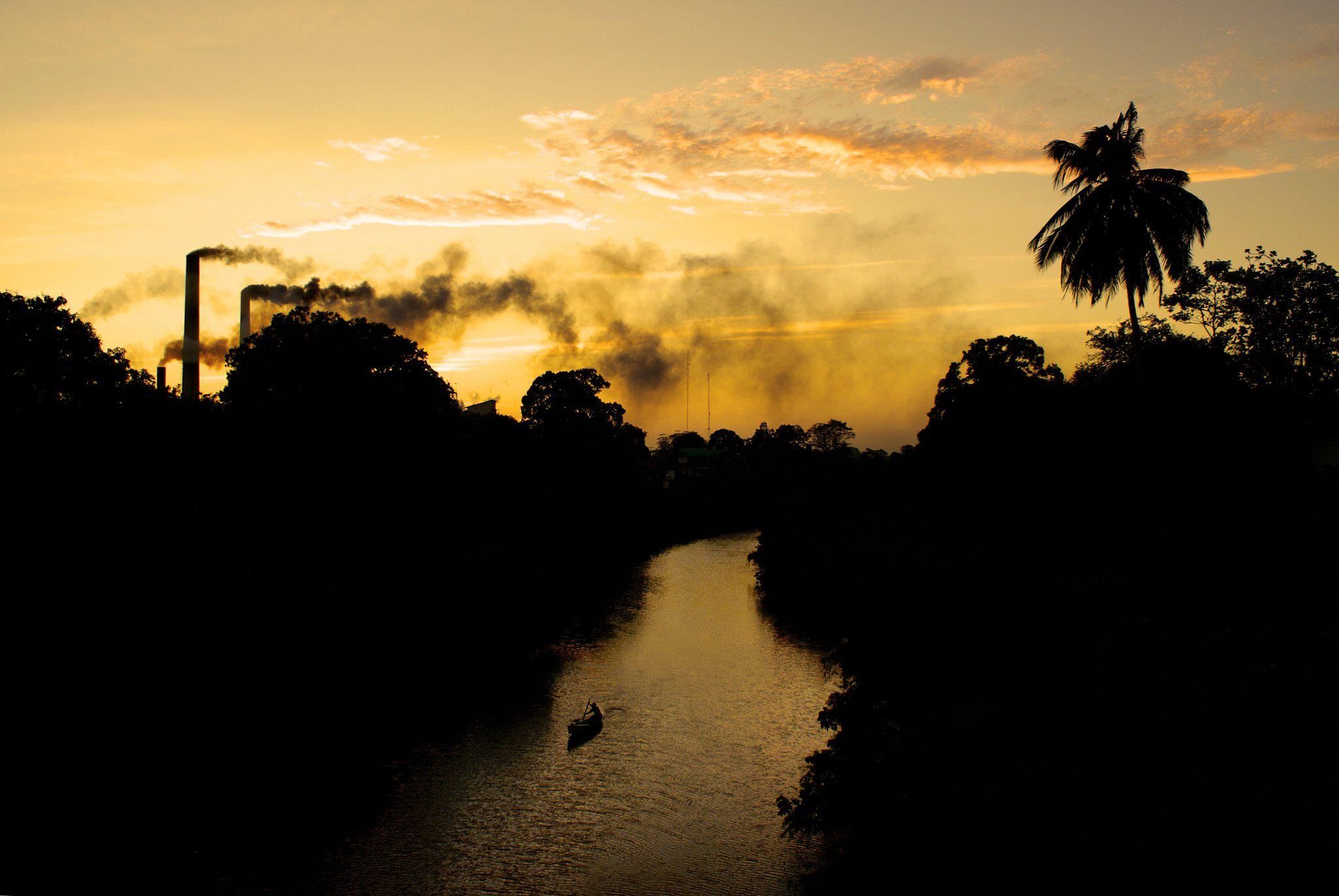
Atardecer en el puente de Juan Díaz Covarrubias

### Presidentes municipales
- (1955 - 1958): Primitivo Ríos Alemán
- (1958 - 1961): Lino Fararoni Gómez
- (1961 - 1964): Nicolás González Blanco
- (1964 - 1967): José Sobrevals Ortiz
- (1967 - 1970): Zenón Ríos Alemán
- (1970 - 1973): Antonio Sobrevals Ortiz
- (1973 - 1976): Miguel Candelas Martínez
- (1976 - 1979): Antonio Cazarín Santos
- (1979 - 1982): Miguel Candelas Martínez
- (1982 - 1985): Pedro Cazarín Navarrete
- (1985 - 1988): Pastor Avelino
- (1988 - 1991): Timoteo Vázquez Santos
- (1991 - 1994): Enrique Alonso Delgado
- (1994 - 1997): Juan M. Gómez Jiménez
- (1998 - 2000): Héctor Molina Martínez
- (2000 - 2004): Gaspar Gómez Jiménez
- (2005 - 2007): Rafael Ferman Cano
- (2008 - 2010): Eulalio Juan Rios Fararoni
- (2010 - 2013): Gaspar Gómez Jiménez
- (2014 - 2017): Lorenso Velasquez Reyes
- (2018 - 2021): Jorge Alberto Quinto Zamorano